# Hiện tượng quan sát thấy UFO ở Vương quốc Liên hiệp Anh
Đây là danh sách những trường hợp được cho là đã nhìn thấy vật thể bay không xác định (UFO) đáng chú ý ở Vương quốc Liên hiệp Anh. Nhiều vụ chứng kiến hơn đã được biết đến kể từ khi Văn khố Quốc gia công bố dần dần số lượng báo cáo về hiện tượng quan sát thấy UFO của Bộ Quốc phòng từ năm 2008 đến năm 2013. Trong những năm gần đây, người ta đã nhìn thấy nhiều nhóm đèn di chuyển chậm trên bầu trời đêm, có thể dễ dàng giải thích đó là đèn lồng Trung Quốc. Được thực hiện từ năm 1997 đến năm 2000, Dự án Condign kết luận rằng tất cả các trường hợp nhìn thấy hiện tượng trên không không xác định được điều tra ở Vương quốc Liên hiệp Anh có thể là do các vật thể bị xác định nhầm nhưng có thể giải thích được hoặc là hiện tượng tự nhiên chưa được hiểu rõ.

## Thế kỷ 12
- Năm 1113: Những người hành hương tôn giáo ở Tây Nam nước Anh báo cáo đã nhìn thấy một "con rồng" phun lửa phát sáng từ biển, bay lên không trung và biến mất vào bầu trời.[2][nguồn không đáng tin?]

## Thế kỷ 13
- Tháng 1 năm 1254: Tại St. Albans, Anh, một người chép thuê đã viết về luồng ánh sáng lơ lửng phát sáng, do đó đã ghi lại vụ việc này như sau "...trên bầu trời thanh bình và không khí trong lành, với những vì sao tỏa sáng và Mặt Trăng tám ngày tuổi, đột nhiên xuất hiện trên bầu trời một loại tàu lớn có hình dáng trang nhã, được trang bị tốt và có màu sắc tuyệt đẹp".[2][nguồn không đáng tin?]
- Năm 1290: Các thầy dòng Tu viện Byland từng mô tả về "một vật thể tròn, phẳng, sáng bạc" bay phía trên họ.[2][nguồn không đáng tin?] Tuy nhiên, câu chuyện này hóa ra là một trò lừa bịp do hai thiếu niên thực hiện vào thập niên 1950.[3][4]

## Thế kỷ 20

### Thập niên 1940
- Tháng 2 năm 1942: Một người phụ nữ tên là Eileen Arnold đang đi bộ trên Đại lộ Cheltenham thì đột nhiên trải qua một trạng thái ý thức bị thay đổi khi cô ấy "bị điều chỉnh thành một thực tế khác". Cô nhận ra một vật thể lạ hình bầu dục lớn đang di chuyển chậm trên mái nhà. Cô ấy nói rằng nó phát ra ánh sáng từ các lỗ ở bên cạnh và có những chiếc bút lông tách ra từng cái một, cũng phát ra ánh sáng. Sau cuộc gặp gỡ này, Eileen tin rằng mình có nhiều trải nghiệm tâm linh.[5]
- Tháng 9 năm 1942: Albert Lancaster tin rằng mình bị người ngoài hành tinh bắt cóc khi đang làm bảo vệ tại một trạm radar gần Newbiggin-by-the-Sea, Northumberland. Anh ta cho biết có một sự thôi thúc đột ngột muốn đi ra ngoài, sau đó là một "sự thúc đẩy nhìn lên bầu trời một cách kỳ lạ". Anh ta tuyên bố rằng chính mắt mình đã nhìn thấy luồng ánh sáng phát sáng được màn sương đen bao quanh và cho rằng đó là vũ khí của quân Đức, anh ta đã báo động trước khi bị một chùm ánh sáng từ đám mây chiếu vào, tiếp theo là một cảm giác lơ lửng, sau đó nhận ra rằng mình đã quay trở lại chỗ cũ. Sau trải nghiệm này, Lancaster tin rằng mình có siêu năng lực trong một khoảng thời gian.[5]
- Ngày 5 tháng 8 năm 1944: Theo hồ sơ được công bố vào ngày 5 tháng 8 năm 2010, Thủ tướng Anh thời chiến Winston Churchill đã cấm đưa tin trong 50 năm về một biến cố UFO bị cáo buộc vì lo ngại nó có thể tạo ra sự hoảng loạn hàng loạt. Các báo cáo được gửi cho Churchill khẳng định vụ việc liên quan đến một chiếc máy bay trinh sát của Không quân Hoàng gia Anh (RAF) trở về sau một phi vụ ở Pháp hoặc Đức. Theo như lời cáo buộc này thì khi bay qua hoặc gần bờ biển nước Anh, chiếc máy bay bất ngờ bị một vật thể lạ bằng kim loại phù hợp với hướng đi và tốc độ của nó chặn lại trong một thời gian trước khi tăng tốc và biến mất. Phi hành đoàn của máy bay được cho là đã chụp ảnh vật thể mà họ nói là "lơ lửng yên tĩnh" gần máy bay trước khi rời đi.[6] Theo các tài liệu, chi tiết về việc che đậy xuất hiện khi một người đàn ông viết thư cho chính phủ vào năm 1999 để tìm hiểu thêm về vụ việc. Anh ta mô tả cách ông nội của mình từng gia nhập RAF trong Thế chiến thứ hai, đã có mặt khi Churchill và Tướng Mỹ Dwight Eisenhower thảo luận về cách đối phó với cuộc chạm trán với UFO.[7][8] Hàng đống hồ sơ đến từ hơn 5.000 trang báo cáo UFO, thư từ và bản vẽ từ các thành viên của công chúng, cũng như những câu hỏi được các Thành viên của Quốc hội Vương quốc Liên hiệp Anh đặt ra. Người dùng có thể tải xuống miễn phí những hồ sơ có sẵn này trong vòng một tháng từ trang web Văn khố Quốc gia.[9]

### Thập niên 1950
- Ngày 1 tháng 6 năm 1950: Một chiếc Gloster Meteor tại căn cứ RAF Tangmere bay ngang qua một chiếc đĩa bay được thắp sáng bằng đèn mà theo như lời mô tả thì đây là "đĩa bay đầu tiên của Anh". Vật thể được [bởi ai?] trình báo là "phát sáng, quay tròn và giống như đĩa" ở độ cao 20.000 ft lúc 14 giờ 30 phút, bay về phía đông qua khu vực Portsmouth. RAF Tangmere đã hỏi trạm radar tại căn cứ RAF Wartling ở Sussex xem trạm này đã nhìn thấy vật thể đó chưa và có xuất hiện trên màn hình PPI hay không. Nó dẫn đến việc thành lập Tổ Công tác Đĩa bay.[10][11][12]
- Ngày 14 tháng 8 năm 1950: Một cái đĩa UFO có đường kính 50 ft được viên trung úy phi công giàu kinh nghiệm Hubbard nhìn thấy trên Cơ sở Máy bay Hoàng gia (RAE) vào lúc 11 giờ 27 phút. Ông tuyên bố đã nhìn thấy một vật thể tương tự khác vào ngày 5 tháng 9 năm 1950 lúc 16 giờ 09 phút.[cần dẫn nguồn]
- Ngày 26 tháng 8 năm 1950: Vào đầu giờ sáng, một phụ nữ 20 tuổi đang đi bộ trở về nhà ở làng Stanton Drew, Somerset sau một bữa tiệc thì cô quyết định đi tắt qua cánh đồng gần vòng tròn đá. Khi cô ấy nghe thấy một âm thanh vo ve, cô ấy quay sang trái và nhận thấy một vật thể hình chiếc đĩa sáng đang lơ lửng trên cánh đồng tiếp theo. Một cánh cửa trên con tàu lạ bắt đầu mở ra và cô ấy hét lên, bắt đầu chạy và không dừng lại cho đến khi về đến nhà.[cần dẫn nguồn]
- Ngày 14–25 tháng 9 năm 1952: Chiến dịch Mainbrace. Vào ngày 19 tháng 9 lúc 10 giờ 53 phút, một vật thể hình đĩa bạc đi theo chiếc Gloster Meteor quay trở lại RAF Topcliffe và được các nhà quan sát trên mặt đất nhìn thấy. Nó xoay trong khi lơ lửng. Sau đó nó di chuyển về phía tây với tốc độ cao. Vào ngày 21 tháng 9, sáu máy bay RAF đã theo dõi một vật thể hình cầu trên Biển Bắc. Nó đi theo một trong những chiếc máy bay trở về căn cứ. Đó là tiêu đề trên trang nhất vào ngày 20 tháng 9 năm 1952 trên tờ Yorkshire Evening Press và vào ngày 21 tháng 9 năm 1952 trên tờ Sunday Dispatch., rồi được viên trung úy phi công Shackleton John Kilburn 31 tuổi thuộc Phi đội 269 trình báo từ Thornhill, Cumberland[13]
- Ngày 21 tháng 10 năm 1952: Hai phi công RAF trên chiếc Gloster Meteor nhìn thấy ba vật thể hình đĩa ở độ cao 35.000 ft trong sự kiện UFO Little Rissington.
- Ngày 9 tháng 10 năm 1953: Hai phi công hãng BEA bay từ Luân Đôn đến Paris thì nhìn thấy một vật thể hình đĩa[14][15] trên eo biển Manche trong suốt 30 phút trên chiếc Airspeed Ambassador (Elizabethan); cựu phi công RAF Cơ trưởng Peter Fletcher, của Putney, đã cất cánh lúc 09 giờ từ Sân bay Luân Đôn[16]
- Ngày 3 tháng 11 năm 1953: Terry Johnson và Geoffrey Smythe tại một khu căn cứ RAF de Havilland Vampire đã trông thấy UFO bay trên khu RAF West Malling.[17]
- Ngày 29 tháng 6 năm 1954: Một phi công hãng BOAC lái chiếc Boeing 377 Stratocruiser nhìn thấy bảy UFO khi đi từ New York đến Luân Đôn qua ngã Bắc Đại Tây Dương; trong G-ALSC[18] Boeing 377-10-28 (bán lại cho hãng Transocean Air Lines vào tháng 1 năm 1959) RMA Centaurus; máy bay này vừa rời khỏi Sân bay Idlewild New York vào lúc 17 giờ 03 phút trên Chuyến bay 510-196 để tiếp nhiên liệu tại Vịnh CFB Goose, chính là nơi mà viên phi công này nhìn thấy bảy UFO bốn giờ sau đó gần Newfoundland trong mười tám phút ở độ cao 19.000 ft từ 01 giờ 05 phút GMT đến 01 giờ 23 phút GMT; Cơ trưởng James Howard, 33 tuổi đến từ Bristol, nguyên là Phi đội trưởng Bộ Tư lệnh Máy bay ném bom RAF trong chuyến vượt Đại Tây Dương lần thứ 265 của mình, và ông ấy đã được mời phỏng vấn vào ngày 3 tháng 7 năm 1954 cho chương trình BBC In Town Tonight[19] với nữ tiếp viên hàng không 28 tuổi Daphne Webster của Hounslow, và Cơ phó Lee Boyd, phi công phụ từng gia nhập Lực lượng Tìm đường trong Thế chiến thứ hai[20][21]
- Ngày 14 tháng 10 năm 1954: Trung úy phi công James Salandin thuộc Không quân Phụ trợ Hoàng gia Anh, bay trong Phi đội số 604 RAF Gloster Meteor F8 từ RAF North Weald, suýt bắn trượt hai UFO trên Southend-on-Sea vào khoảng 16 giờ 30 phút ở độ cao 16.000 ft. Các vật thể có hình tròn với một chiếc có màu bạc và chiếc còn lại màu vàng. Anh suýt chút nữa đã tránh được va chạm trực diện với vật thể màu bạc.[22]
- Buổi trưa ngày 17 tháng 7 năm 1955: trên đường King Harold's Way tại Bexleyheath ở Khu Bexley của Luân Đôn, Margaret Fry và bác sĩ của cô ấy đã nhìn thấy một vật thể hình chiếc đĩa rộng 30 foot lơ lửng cách đường phố vài foot giữa ban ngày ban mặt trong một ngày rất nóng không có mây.[23] Động cơ ô tô gần đó bị chết máy. Vật thể lạ này được khoảng ba mươi người nhìn thấy và phát ra tiếng vo ve rồi đáp xuống giao lộ của Đường Ashbourne và Đường Whitfield. Nó bay lơ lửng trên trường tiểu học Bedonwell (nay là Trường Trung học Cơ sở Bedonwell) trong khoảng một phút. Cuối cùng nó đã bay vọt lên trời. Một UFO khác thì hạ cánh cách đó vài con phố cùng lúc. Một vật thể tương tự đã được nhiều người nhìn thấy ở Bexleyheath vào năm 1952.[24][25][26]
- Ngày 13 tháng 8 năm 1956: Sự kiện Lakenheath–Bentwaters – 12 đến 15 vật thể được radar của Không quân Mỹ phát hiện trên Đông Anglia vào lúc 12 giờ trưa. Một vật thể lạ được radar GCA của Không quân Mỹ tại căn cứ RAF Bentwaters theo dõi với tốc độ hơn 4.000 dặm/giờ. Các vật thể này đôi khi di chuyển theo đội hình rồi sau đó mới hội tụ lại để tạo thành một vật thể lớn hơn và thực hiện các cú ngoặt gấp. Một vật thể lạ được theo dõi trong 26 dặm (41,8 km), sau đó lơ lửng trong năm phút rồi bay đi. Một vật thể lạ lúc 22 giờ tối được theo dõi với tốc độ 12.000 dặm/giờ. Chiếc de Havilland Venoms của RAF từ căn cứ RAF Waterbeach đã nhìn thấy các vật thể này.[cần dẫn nguồn]
- Ngày 22 tháng 9 năm 1956: một vật thể lớn, giống như thủy tinh hình cầu có đường kính 80 foot được nhìn thấy trên bờ biển Cleethorpes trong hơn một giờ và cũng được nhìn thấy trên radar từ căn cứ RAF Manby lúc 15 giờ chiều. Máy bay RAF tiếp cận vật thể này và nó liền bay đi ngay.[27]

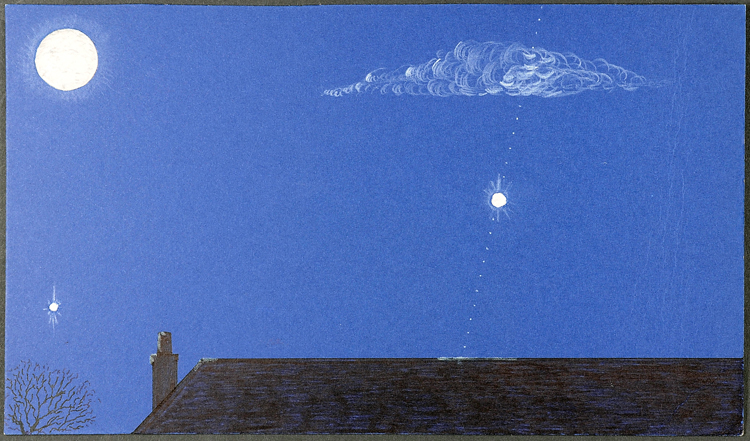
Bản phác thảo của Văn khố Quốc gia về một UFO được nhìn thấy gần Birmingham vào ngày 18 tháng 1 năm 1975, về sau được xác định là các vệ tinh Zond 4 và Kosmos 460.

- Ngày 4 tháng 4 năm 1957: Sự kiện West Freugh – một vật thể lớn đã được nhiều người nhìn thấy trên radar tại căn cứ RAF West Freugh gần Stranraer ở độ cao 50.000 ft, đứng yên trong 10 phút trên vùng Biển Ireland. Nó di chuyển theo phương thẳng đứng đến 70.000 ft và cũng được theo dõi bởi radar tại Ardwell. Vật thể này đã thực hiện một cú ngoặt gấp "không thể tin được" và được mô tả là lớn như một con tàu, lớn hơn một chiếc máy bay bình thường.[28][29]
- Ngày 20 tháng 5 năm 1957: Cuộc chạm trán UFO Milton Torres năm 1957 – một chiếc F-86D Sabre của Không quân Mỹ đậu tại căn cứ RAF Manston đã chặn một vật thể trên bầu trời Đông Anglia.[30]

### Thập niên 1960
- Từ cuối mùa xuân (19 tháng 5) đến đầu mùa hè năm 1965: Nhiều lần nhìn thấy UFO ở khu vực Warminster. Cley Hill gần thị trấn kể từ đó đã trở thành một nơi thường xuyên chứng kiến UFO.[31][32]

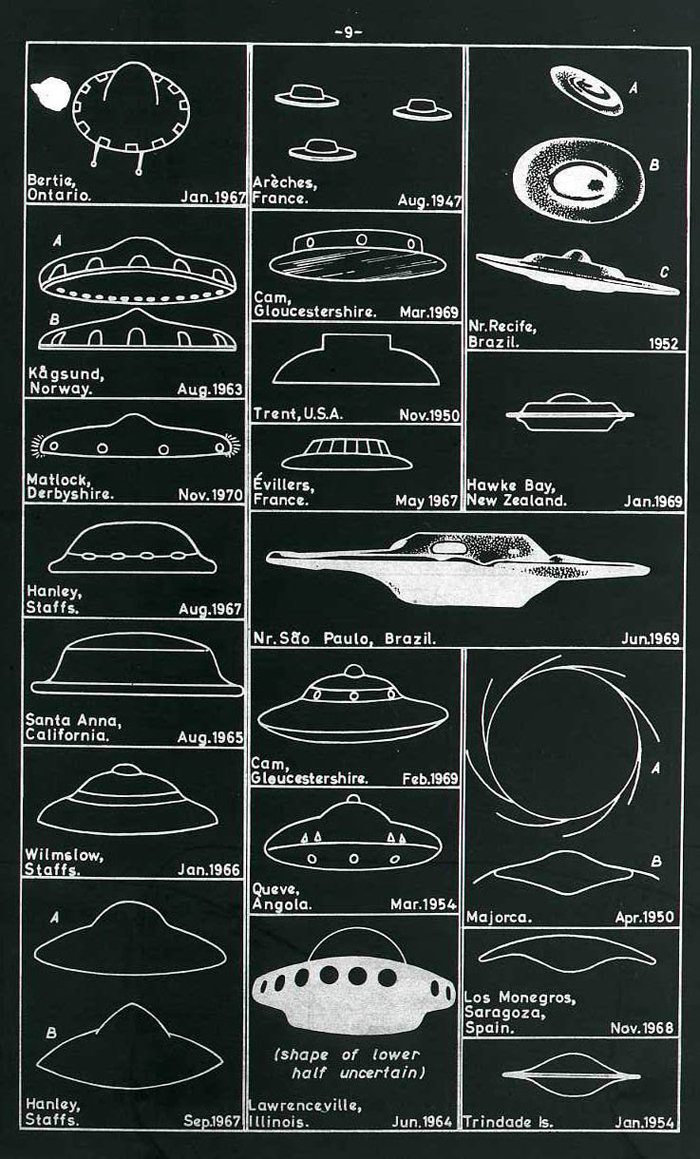
Những vụ phát hiện phi thuyền không xác định trên toàn thế giới, bao gồm cả một số từ Vương quốc Liên hiệp Anh (từ Văn khố Quốc gia Vương quốc Liên hiệp Anh).

- Ngày 28 tháng 4 năm 1967: Trong khoảng một giờ vào khoảng 12:00, một vật thể hình mái vòm được nhìn thấy ở độ cao khoảng 1.600 ft trên Brixham ở Devon. Người ta nhìn thấy một cánh cửa ở bên cạnh vật thể và nó đã được trạm Cảnh sát biển HM tại Berry Head phát hiện. Có 362 lần nhìn thấy UFO vào năm 1967; chỉ có 95 trường hợp vào năm 1966.[cần dẫn nguồn]
- Năm 1967: Rừng Clapham ở Tây Sussex trải qua một loạt vụ nhìn thấy UFO và các sự kiện không giải thích được trong suốt thập niên 1960 và tiếp tục đến thập niên 1970.[33]
- Ngày 24 tháng 10 năm 1967: "UFO Hình chữ thập Bay Devon" – Vào lúc 4 giờ sáng, cảnh sát viên Roger Willey và Clifford Waycott đang lái xe khởi hành từ Holsworthy đến Hatherleigh dọc đường A3072. Họ nhìn thấy một vật thể sáng hình chữ thập ở độ cao ngọn cây cách đó khoảng 40 mét. Họ đã đi theo vật thể "đang rung" trong khoảng mười lăm phút dọc theo con đường với tốc độ lên tới 80 dặm / giờ. Vật thể này được mô tả là có hình sao giống như "nhìn qua tấm kính ướt". rồi có thêm một vật thể thứ hai nhập bọn cùng vật thể đầu tiên vào lúc 4 giờ 23 phút. Một người lái xe ô tô là ông Christopher Garner ở Hatherleigh cũng nhìn thấy nó và nghĩ rằng mình đang gặp ác mộng. Vật thể lạ liền biến mất tăm hơi vào khoảng 5 giờ sáng, sau khi bị truy đuổi mười bốn dặm[bởi ai?]. Người ta bèn gán cho vật thể này chính là Sao Kim,[34] cũng như những lần nhìn thấy tương tự khác trong cùng tháng đó.[35][36][37][38][39]
- Ngày 25 tháng 10 năm 1967: "Hình chữ thập Bay Sussex" – Nhân viên cảnh sát trên năm chiếc xe cảnh sát ở khắp Đông Sussex đã báo cáo về một hình chữ thập bay sáng trong những giờ đầu tiên, với trường hợp đầu tiên diễn ra vào lúc 4 giờ 45 phút tại Halland. Những lần nhìn thấy khác diễn ra sau đó vài phút và cũng xảy ra ở xứ Wales nữa.[40]
- Ngày 26 tháng 10 năm 1967: Ông Angus Brooks, 54 tuổi, cựu quản trị viên hãng BOAC từ Owermoigne ở Dorset, đang đi bộ lúc 11 giờ 25 phút trên khu Moigns Down gần Holworth, gần bờ biển Dorset với hai con chó của mình trong một cơn gió mạnh cấp 8 và trú ẩn trong cái trũng. Sau đó, ông chợt nhìn thấy một chiếc phi thuyền hình tròn trong mờ với một cái "dầm" ở phía trước và ba hướng về phía sau. Các "dầm" được sắp xếp lại để tạo thành hình chữ thập xung quanh đĩa trung tâm có đường kính 25 ft và sau đó bắt đầu quay. Hai mươi hai phút sau, các "dầm" quay trở lại vị trí ban đầu và con tàu tăng tốc theo hướng đông bắc.[41]

### Thập niên 1970
- Ngày 8 tháng 9 năm 1970: Cơ trưởng William Schaffner chặn một vật thể lạ không xác định trên Biển Bắc. Chiếc máy bay BAC Lightning của ông sau đó đã được giới chức trách vớt lên từ ngoài biển.[42]
- Năm 1971: Có người[bởi ai?] kể lại rằng that hai học sinh gần ngôi làng ven biển Manyalls, Scotland, thường xuyên nhìn thấy chiếc phi thuyền im lặng không xác định (nhưng không phải ở trong làng) từ năm 1971 trở đi. Những sự kiện này được cho là đã tái diễn đêm này qua đêm khác trong nhiều năm, và bị nghi là vẫn tiếp tục cho đến ít nhất là năm 1991 khi một số khía cạnh của các cuộc hiện hình cũng được quay trong khu vực này.[43]

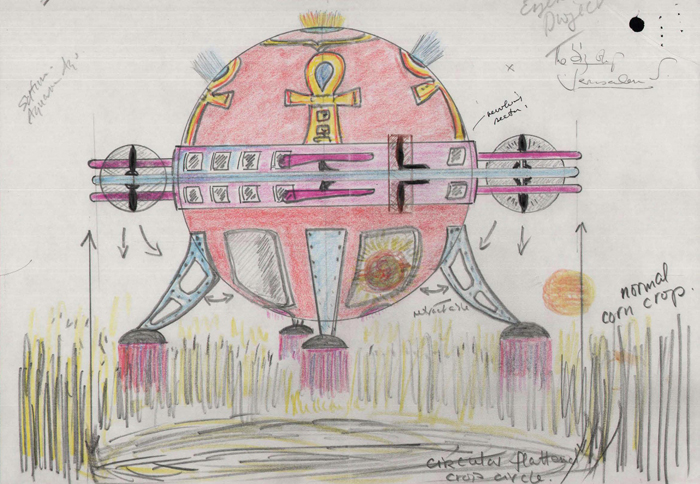
Bản phác thảo của Văn khố Quốc gia vào năm 1988 về một UFO trên cánh đồng.

- Ngày 16 tháng 10 năm 1973: Người ta cho rằng Gabriella Versacci đã được đưa lên một con tàu vũ trụ của người ngoài hành tinh gần một ngôi làng nhỏ ở Somerset nước Anh. Cô bị kiểm tra thể chất sau khi bị trói vào bàn khám.[44]
- Ngày 23 tháng 1 năm 1974: Một UFO nghi là đã rơi xuống núi Berwyn ở xứ Wales. Sự kiện này xảy ra đồng thời với một trận động đất.
- Tháng 6 năm 1976: Một bộ phim chính thức của hãng British Airways được quay trong một trong những chuyến bay của Concorde qua miền nam nước Anh mô tả ánh sáng trắng di chuyển xung quanh thân máy bay. Bản phân tích sau đó về bộ phim này được trình bày trong bộ phim tài liệu về UFO, chỉ ra rằng ánh sáng là một tạo tác của máy quay video.[45]
- Ngày 4 tháng 2 năm 1977: Một phi thuyền hình điếu xì gà được cho là đã hạ cánh bên cạnh Trường Tiểu học Broad Haven và được 14 học sinh tận mắt chứng kiến một sinh vật màu bạc.[46][47][48][49][50] Hiệu trưởng Ralph Llewellyn đã phỏng vấn mười lăm đứa trẻ vào thứ Hai ngày 7 tháng 2 năm 1977, tất cả đều vẽ những bức tranh giống nhau.
- Thứ Tư ngày 16 tháng 2 năm 1977: tại Rhosybol ở Anlesey phía bắc xứ Wales, chín đứa trẻ ở trường tiểu học nhìn thấy một vật thể bí ẩn và vẽ lại những bức tranh tương tự.
- Ngày 22 tháng 11 năm 1978: Lúc 17 giờ 15 phút, Elsie Oakensen sống ở Church Stowe, Northamptonshire, đang lái xe về phía nam trên đường A5 từ Weedon Bec về nhà mình. Cô nhìn thấy hai ánh sáng, một màu xanh lá cây và một màu đỏ, và có thể nhận ra một vật thể hình quả tạ. Rẽ ra đường A5 về làng, chiếc xe vừa bảo dưỡng của cô bị tắt máy tới hai lần. Sau đó, cô nhận thấy bầu trời có màu đen và một chùm ánh sáng trắng rực rỡ đang chiếu trên con đường phía trước, sau đó bầu trời trở lại màu sắc bình thường. Sau trải nghiệm đó, Elsie không thể đếm nổi được 15 phút khoảng thời gian của mình.[51][52][53]
- Ngày 9 tháng 11 năm 1979: Bob Taylor, một công nhân lâm nghiệp, được cho là đã chạm trán với UFO tại một bãi đất trống trên đường Dechmont Law ở Livingston, Tây Lothian. Ông tuyên bố rằng UFO đã kéo lê mình trên mặt đất. Đây được coi là một trong những vụ tiếp xúc cự ly gần quan trọng nhất ở Scotland.[54][55]

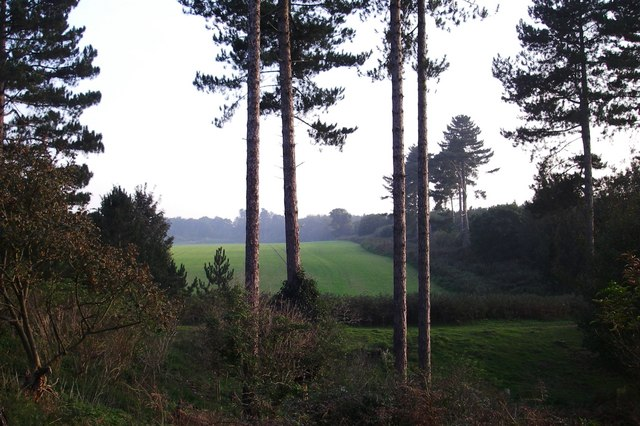
Khu rừng Rendlesham nơi UFO hạ cánh.

### Thập niên 1980
- Ngày 29 tháng 11 năm 1980 lúc 5 giờ sáng: sĩ quan cảnh sát Alan Godfrey tuyên bố bản thân mình đã bị một tàu vũ trụ của người ngoài hành tinh bắt cóc ở Todmorden thuộc Tây Yorkshire. Một vật thể phát quang kỳ lạ đã được các nhân viên cảnh sát địa phương khác phát hiện cùng lúc.[56][57]
- Tháng 12 năm 1980: Một loạt báo cáo về việc nhìn thấy ánh sáng và vật thể không giải thích được trên bầu trời, và vụ hạ cánh được cho là của một tàu vũ trụ ngoài trái đất xảy ra tại Rừng Rendlesham, Suffolk, Anh vào ngày 26 tháng 12. Đây có lẽ là sự kiện UFO nổi tiếng nhất từng xảy ra ở Anh, được xếp hạng trong số các sự kiện UFO nổi tiếng nhất trên toàn thế giới.[cần dẫn nguồn]
- Ngày 12 tháng 8 năm 1983: Alfred Burtoo 77 tuổi đang lặng lẽ câu cá trên kênh Basingstoke thì một UFO hạ cánh gần đó. Hai sinh vật hình người ra hiệu cho ông lên chiếc tàu hình đĩa của họ và ông ấy được các sinh vật nói tiếng Anh kiểm tra y tế. Ông bị các sinh vật "từ chối" vì ông ấy "quá già".
- Ngày 26 tháng 4 năm 1984: Vài người đã tới trình báo về một UFO bay trên Stanmore ở phía tây bắc Luân Đôn và được hai sĩ quan cảnh sát nhìn thấy.[cần dẫn nguồn]
- Ngày 13 tháng 10 năm 1984: Một số người nhìn thấy một chiếc đĩa bay trên cầu Waterloo ở Luân Đôn.[cần dẫn nguồn]
- Ngày 19 tháng 11 năm 1987 lúc 19 giờ tối: Một UFO lớn được nhiều người nhìn thấy ở khoảng cách gần, lơ lửng trên các ngôi nhà ở Brierley Hill.[58]

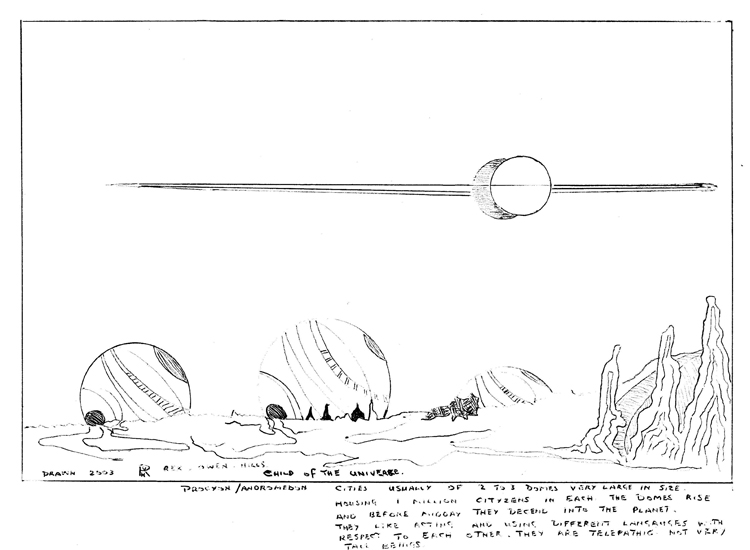
Bản phác thảo của Văn khố Quốc gia về phong cảnh hành tinh ngoài hành tinh vào tháng 1 năm 2004.

- Ngày 1 tháng 12 năm 1987: Philip Spencer (bút danh), viên cảnh sát về hưu đã chụp một bức ảnh tại Ilkley Moor nghi là có sự hiện diện của một sinh vật ngoài hành tinh rồi sau đó nhìn thấy một chiếc phi thuyền màu trắng rời khỏi khu vực. Đối tượng trong bức ảnh này được Phòng thí nghiệm Kodak tại Hemel Hempstead kiểm tra và họ quyết định rằng đối tượng không được xếp chồng lên nhau. Đây là một trong số ít những cuộc tiếp xúc cự ly gần thuộc loại thứ ba của người Anh. Khi bị thôi miên, anh ta tuyên bố mình đã bị sinh vật lạ bắt cóc và kiểm tra y tế.[59]

### Thập niên 1990–2000
- Ngày 4 tháng 8 năm 1990 vào khoảng 21 giờ tối: một vật thể kim cương ước tính rộng 100 feet được hai người đàn ông nhìn thấy và chụp ảnh gần Calvine, Perth và Kinross, Scotland. Nó được báo cáo là lơ lửng yên lặng tại chỗ trong 10 phút trước khi bay lên trời nhanh chóng.[60]
- Ngày 21 tháng 4 năm 1991: phi công hãng hàng không Achille Zaghetti từ Grosseto, Tuscany đang lái chiếc Alitalia McDonnell Douglas MD-80 trên chuyến bay từ Milan đến Heathrow đã nhìn thấy một vật thể màu kaki dài ba mét trên bầu trời Lydd ở Kent cách đó khoảng 300m ở độ cao 22.000 ft. Vật thể này bị nhìn thấy trên radar.[61][62]
- Năm 1992: James Walker nhận thấy những ánh sáng không xác định trên bầu trời Bonnybridge, thị trấn trở thành hiện trường của nhiều lần nhìn thấy UFO. Nó tạo thành một phần của "Tam giác Falkirk", một khu vực trải dài từ Stirling đến Fife và vùng ngoại ô của Edinburgh. Các nhà UFO học khẳng định rằng Bonnybridge là địa điểm UFO số một thế giới, với trung bình khoảng 300 trường hợp chứng kiến UFO mỗi năm.[63]
- Tháng 3 năm 1992: Isabella Sloggett và con gái Carol đang đi bộ về phía Bonnybridge và nhìn thấy một ánh sáng xanh lơ lửng trên con đường trước mặt họ. Một UFO hạ cánh, và một cánh cửa trên tàu mở ra.[cần dẫn nguồn]

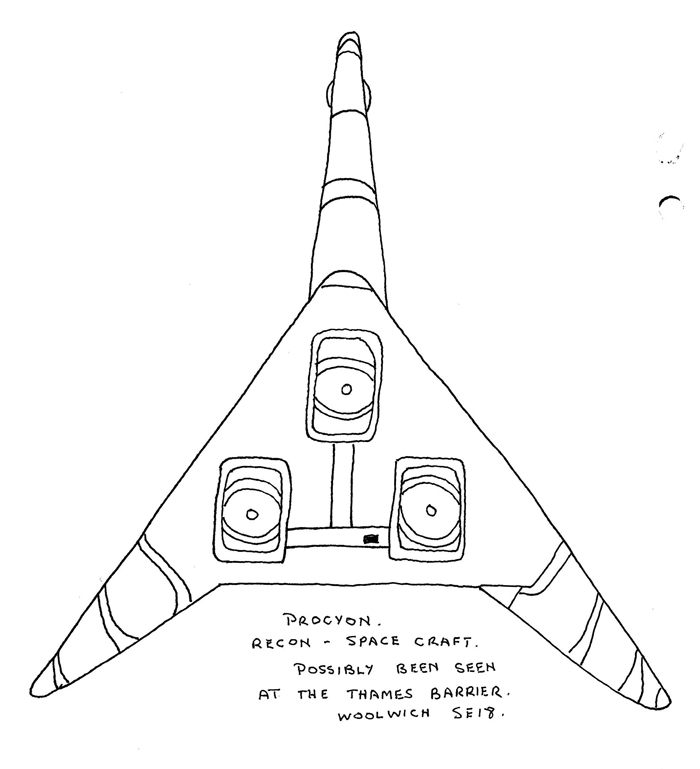
Bản phác thảo của Văn khố Quốc gia về một UFO được nhìn thấy trên Woolwich vào tháng 9 năm 2003.

- Ngày 31 tháng 3 năm 1993: Nhiều nhân chứng trên khắp tây nam và miền tây nước Anh đã nhìn thấy một UFO hình tam giác lớn lao vút qua bầu trời để lại một vệt sáng. Phân tích những trường hợp này đã đưa ra kết luận rằng vật thể này chính là sự tái nhập từ một tên lửa đẩy của Nga kết hợp với vụ chứng kiến một chiếc trực thăng cảnh sát sau đó.[64]
- Ngày 26 tháng 9 năm 1993: Một hình tam giác lớn màu đen được nhìn thấy trên Bakewell ở Derbyshire Dales lúc 21 giờ 30 phút.[cần dẫn nguồn]
- Ngày 19 tháng 2 năm 1994: Một vật thể hình đĩa kim loại được Ian McPherson quay phim trên Hồ chứa Craigluscar nằm gần Dunfermline ở Scotland.[cần dẫn nguồn]
- Ngày 6 tháng 1 năm 1995: Toán phi công lái chiếc Boeing 737 trên Chuyến bay BA5061 của hãng British Airways từ Milan đã nhìn thấy một vật thể khi họ hạ cánh xuống Manchester ở độ cao 4.000 ft khi bay qua phía nam Pennines. Các báo cáo này đều quy cho một quả cầu lửa sáng gây ra hiện tượng này.[65]
- Ngày 5 tháng 10 năm 1996: Sự kiện Wash – vào lúc sáng sớm, các sĩ quan cảnh sát Skegness và Boston đã nhìn thấy một UFO quay trên vịnh The Wash, mặc dù sau này được giải thích là tiếng vọng vô tuyến của Nhà thờ St Botolph. Những lần nhìn thấy trực quan đều được giải thích là do thiên thể gây ra.[66]
- Ngày 24 tháng 3 năm 1997: Lúc 22 giờ tối tại Dark Peak, Howden Moor, nhiều người dân nghe thấy hai tiếng nổ siêu thanh trong khu vực và được ghi lại vào thời điểm này mặc dù RAF phủ nhận việc có máy bay siêu thanh trong khu vực. Sau đó, họ đã giúp tìm kiếm chiếc máy bay bị rơi kéo dài cả đêm, sử dụng máy bay trực thăng và chó nghiệp vụ của cảnh sát cùng với 150 tình nguyện viên Đội cứu hộ trên núi. Không mảnh vỡ nào được tìm thấy. Một UFO hình tam giác đã được nhìn thấy một giờ trước khi có tiếng nổ siêu thanh ở khu vực địa phương.[cần dẫn nguồn]
- Ngày 5 tháng 10 năm 2000: Một phụ nữ tên là Sharon Rowlands đến từ Bonsall, Derbyshire tuyên bố đã nhìn thấy một vật thể lớn màu hồng phát sáng lơ lửng và xoay tròn trên một cánh đồng gần đó. Cô có quay lại vật thể này bằng máy quay phim.[67]

## Thế kỷ 21

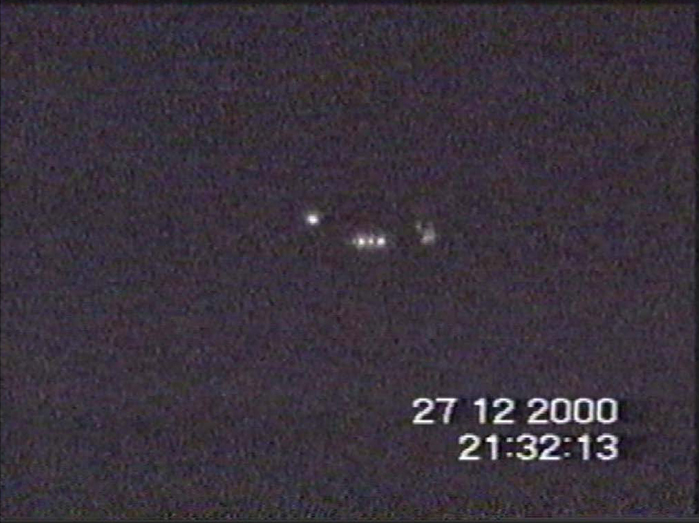
Ảnh tĩnh từ đoạn video ngày 27 tháng 12 năm 2000 được gửi đến Văn khố Quốc gia Vương quốc Liên hiệp Anh.

- Ngày 26 tháng 5 năm 2004: Một vật thể hình điếu xì gà dài 60 mét được nhìn thấy trên Torquay. Thanh thiếu niên địa phương sau đó đã thừa nhận việc nhìn thấy là do khinh khí cầu bơm hơi đồ chơi của họ gây ra.[68]
- Tháng 6 năm 2005: Ba vật thể màu trắng được nhìn thấy bay phía trên đầu phía đông của Glasgow trên bầu trời nhiều mây vào khoảng 00 giờ 00 phút. Một người đàn ông từ Baillieston được cho là đã nghe thấy giọng nói của phi hành gia thông qua thiết bị điện tử của mình vào khoảng thời gian diễn ra vụ việc. Những chiếc Antonov An-30 của Nga được đề xuất như lời giải thích. Một cảnh tượng tương tự đã được nhìn thấy ở Lockeridge, Wiltshire vào ban ngày. Một người đàn ông báo cáo đã chứng kiến ba "phi thuyền kim loại màu trắng" khi đạp xe ra ngoài vào tối ngày 21 tháng Sáu.[69]
- Tháng 6 năm 2006: Dân làng Cookley ở Worcestershire bỗng dưng nhìn thấy một vật thể hình tam giác im lặng màu bạc sáng bóng trên bầu trời buổi tối. Trong khi đi dọc theo Lea Lane đến làng Cookley. 2 người trong một chiếc ô tô đã nhìn thấy vật thể này khi đang trên đường về nhà. Vật thể lơ lửng cách mặt đất khoảng 5–10 mét hoàn toàn im lặng và di chuyển dọc theo đường chân trời.[cần dẫn nguồn]
- Tháng 11 năm 2007: Nhiều người từ khu đô thị Tây Midlands đã báo cáo về việc nhìn thấy một vật thể hình tam giác im lặng trên bầu trời vào buổi tối mà báo chí gọi là  "Dudley Dorito".[70]
- Ngày 12 tháng 1 năm 2008: Một nhóm lớn UFO hay "Những quả cầu đỏ rực" được nhiều người nhìn thấy ở Liverpool hướng về phía đông.[cần dẫn nguồn]
- Ngày 8 tháng 6 năm 2008: Một số vụ nhìn thấy UFO diễn ra ở Wales, trong đó có một trực thăng của cảnh sát đuổi theo UFO ở Cardiff nằm gần MOD St Athan, Kênh Bristol và các khu vực lân cận như Eglwys Brewis, Barry và Sully.[71]
- Ngày 26 tháng 6 năm 2009: Ca sĩ người Anh Kim Wilde cho biết đã nhìn thấy "ánh sáng rực rỡ khổng lồ đằng sau một đám mây" phía trên khu vườn Hertfordshire của cô. Cô ấy mô tả luồng sáng này trông "sáng hơn mặt trăng, nhưng tương tự như ánh sáng từ mặt trăng". Sau khi kiểm tra kỹ hơn, Wilde kể lại chính mắt cô đã chứng kiến ánh sáng di chuyển "rất nhanh, từ khoảng 11 giờ trưa đến 1 giờ chiều. Sau đó, nó cứ di chuyển như vậy, qua lại trong vài phút... Bất cứ khi nào nó di chuyển, có thứ gì đó sẽ dịch chuyển trong không khí – nhưng nó im lặng. Hoàn toàn im lặng”. Một báo cáo thứ hai về UFO này sau đó do một cư dân địa phương ở Hertfordshire thực hiện qua bằng chứng ảnh chụp thu được nhằm hỗ trợ cho vụ việc rõ ràng hơn nữa.[72][73][74]
- Ngày 10 tháng 9 năm 2009: Tại Glen Road gần Lennoxtown có ba người ngồi trong một chiếc ô tô đã bị một chùm ánh sáng nhiều màu sắc chiếu vào, sự kiện được cho là kéo dài hơn hai phút.[75]
- Ngày 13 tháng 7 năm 2013: Một phi công của chiếc Airbus A320 bắt gặp một vật thể đang tiến đến gần máy bay chở khách của mình, vật thể này bay rất gần buồng lái khi đang bay ở độ cao 34.000 ft phía trên Berkshire. Không có thời gian để thực hiện một động tác né tránh, Cơ trưởng đã cúi xuống theo bản năng khi ông tin rằng một vụ va chạm sắp xảy ra.[76]